# Dinattus minor
Dinattus minor är en spindelart som beskrevs av Bryant 1943. Dinattus minor ingår i släktet Dinattus och familjen hoppspindlar. Inga underarter finns listade i Catalogue of Life.